# 池田駅 (大阪府)
池田駅（いけだえき）は、大阪府池田市栄町にある、阪急電鉄宝塚本線の駅。駅番号はHK-49。
2003年（平成15年）8月30日のダイヤ改正以降、全営業列車が停車するようになった。また、阪急宝塚本線では大阪梅田方面より見て大阪府内に停車する駅の中では最後で、次の川西能勢口駅からは兵庫県となる。駅スタンプが設置されている。

## 歴史
当駅は阪急阪神ホールディングス、阪急電鉄の登記上の本店所在地で、平井車庫が1971年（昭和46年）に開設される前には宝塚方に池田車庫が存在していた。その後、池田車庫の跡地は阪急直営のゴルフ練習場やテニスコートとして利用されていたがいずれも撤退し、マンションなどに再開発された。
当駅西側で、線路がやや北よりになって猪名川を渡っている。これは、池田駅の高架化と猪名川橋梁のかさ上げが別事業だったことに加え、工法の違いがあったためである。実際、当駅付近が高架化された直後の数年間は線路は直進しており、その先にあった猪名川の旧橋梁（鉄橋、ガーター橋）を渡っていた。

### 年表
- 1910年（明治43年）3月10日：箕面有馬電気軌道開通と同時に開業[4]。阪急電鉄最古の駅のひとつ。
- 1973年（昭和48年）9月15日：自動改札機を設置し、供用開始[5]。
- 1979年（昭和54年）7月5日：高架化工事起工[6]
- 1983年（昭和58年）5月15日：下り線高架化[7]。
- 1984年（昭和59年）10月28日：上り線高架化[8][9]。
- 1985年（昭和60年）9月10日：東西4ヶ所の仮改札口を廃止し、2階中央の新改札口1ヶ所に集約[10]。
- 1986年（昭和61年）4月30日：高架化工事が完成[11]。高架駅舎が供用を開始し、西方へ100メートル移転したことが運賃に反映された。
- 1996年（平成8年）3月24日：阪急電鉄のすべての「駅長室」が「サービスセンター」に改称される[11]とともに、池田駅にあった管区統括が川西能勢口駅に移転。
- 1997年（平成9年）11月16日：定期券うりばを石橋駅、川西能勢口駅に移転。跡地はキッズワールド池田（幼児教室・2016年3月末まで営業）。
- 2000年（平成12年）6月4日：本線特急の停車駅となる。
- 2003年（平成15年）8月30日：特急「日生エクスプレス」の停車駅となる。ただし本線特急は設定消滅。
- 2013年（平成25年）12月21日：駅ナンバリング (HK-49) が導入される[12][13]。

## 駅構造
島式ホーム1面2線を有する高架駅。宝塚側の上下本線間と下り線南側に引き上げ線が各1本設置されているため、停留所ではない。前者は宝塚発当駅終着の普通が、後者は大阪梅田発当駅終着の普通が到着後に入庫する。翌朝2本とも宝塚行きの始発列車になる。改札・コンコースは2階、ホームは3階にある。
トイレは改札内にある。

### のりば
| 号線 | 路線      | 方向 | 行先         |
| ---- | --------- | ---- | ------------ |
| 1    | ■宝塚本線 | 下り | 宝塚方面     |
| 2    | ■宝塚本線 | 上り | 大阪梅田方面 |

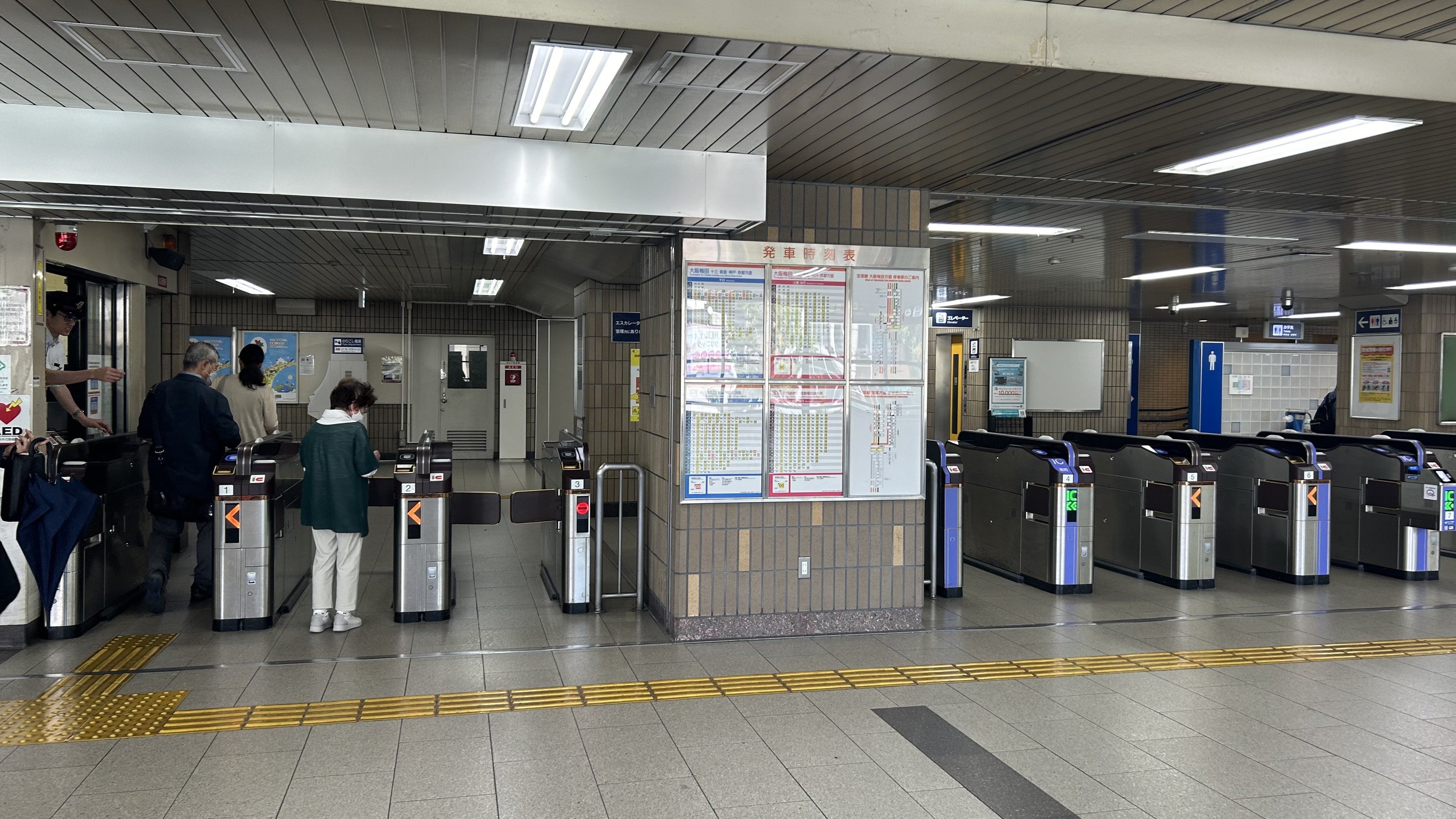
改札口
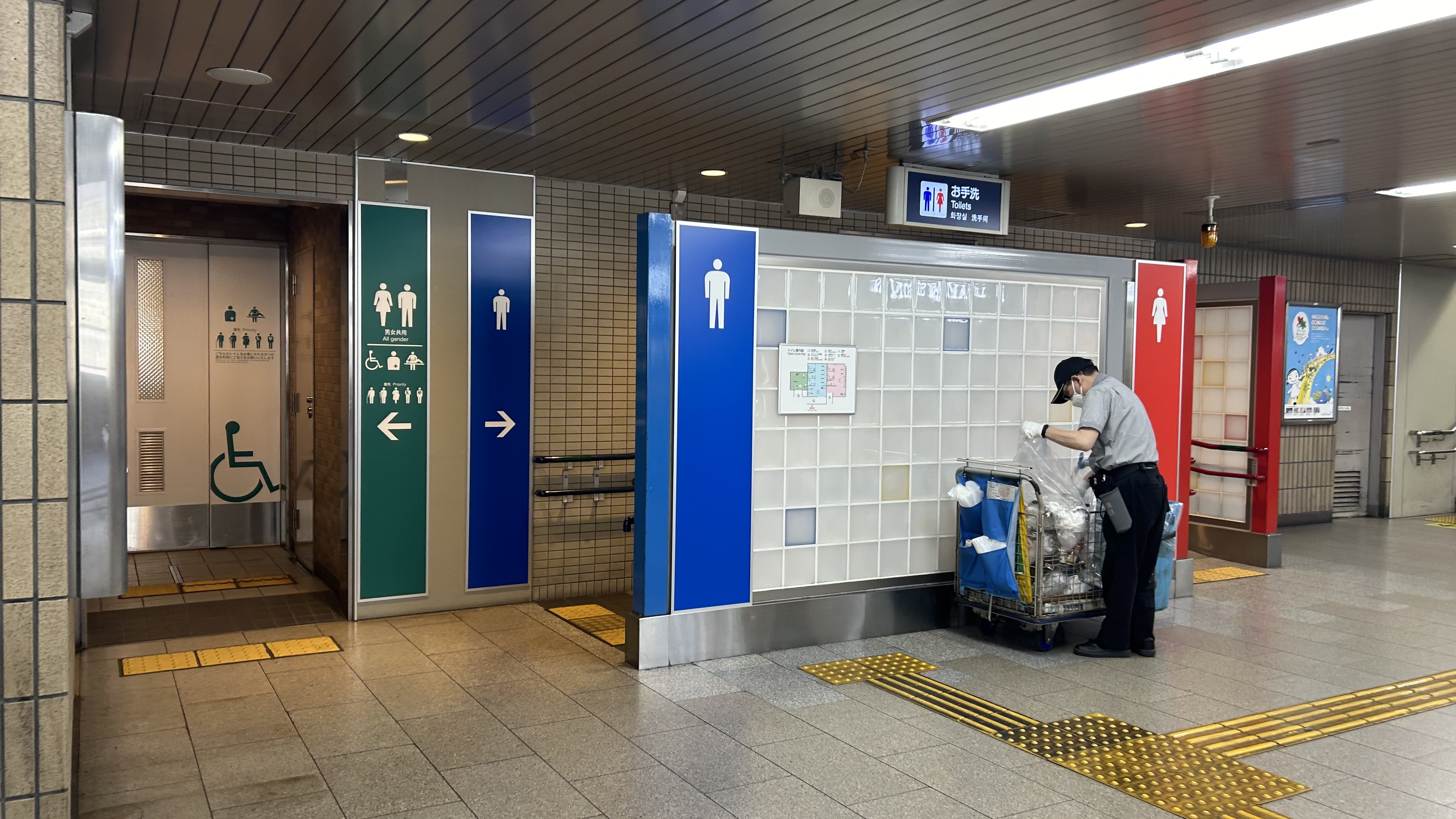
トイレ
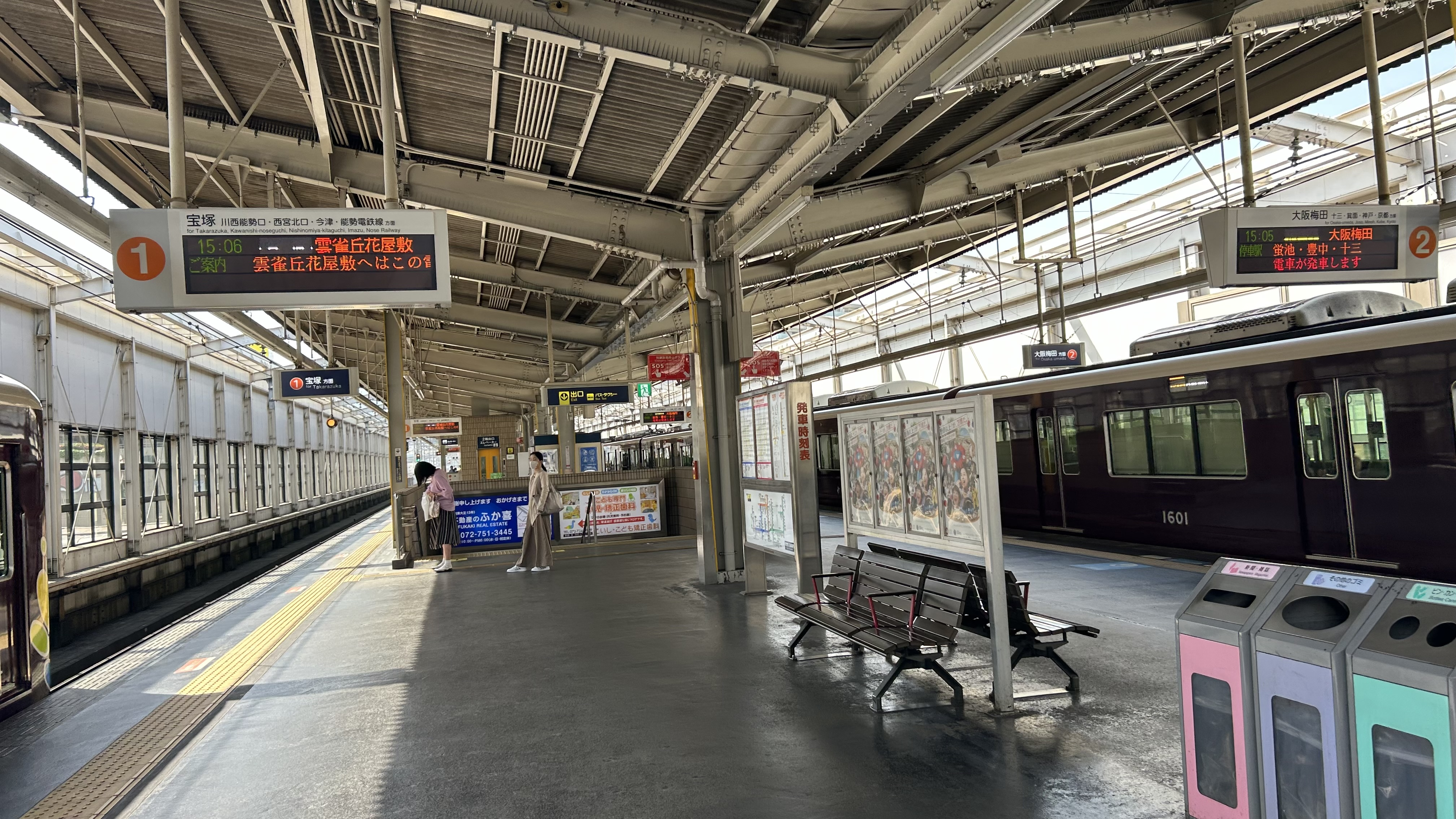
ホーム
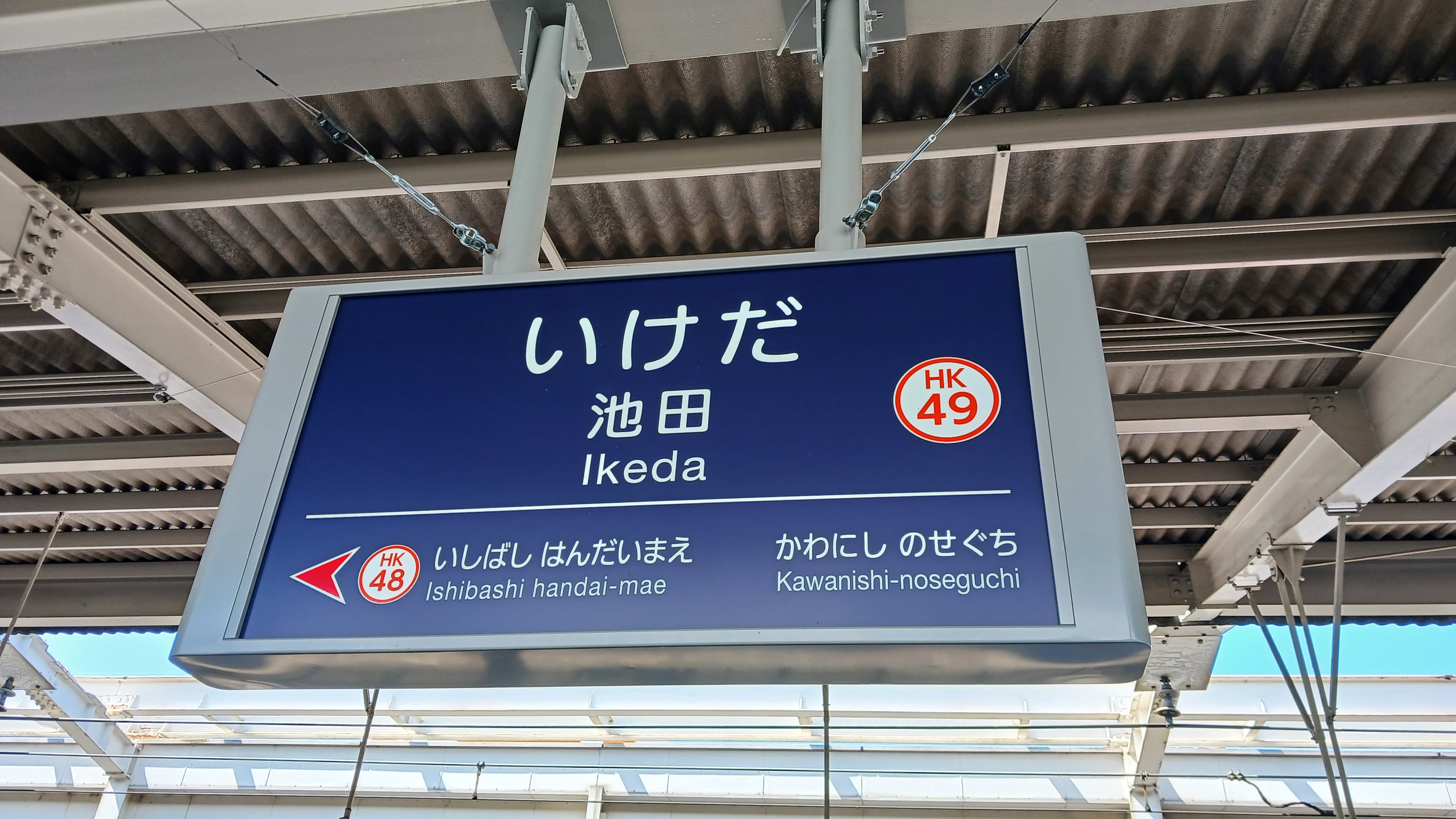
駅名標

## 利用状況
2024年（令和6年）次の通年平均乗降人員は41,104人である。阪急電鉄全駅（86駅）中では豊中駅に次いで13位。

### 阪急電鉄HP
各年次の乗降人員の推移は下表の通り。
| 年度               | 乗降人員 | 増減率 | 順位 | 出典       | 備考     |
| ------------------ | -------- | ------ | ---- | ---------- | -------- |
| 2016年（平成28年） | 45,315   |        | 15位 | [ 阪急 1 ] | [ 注 3 ] |
| 2017年（平成29年） | 46,063   | 1.7%   | 13位 | [ 阪急 2 ] |          |
| 2018年（平成30年） | 45,543   | -1.1%  | 13位 | [ 阪急 3 ] |          |
| 2019年（令和元年） | 46,169   | 1.4%   | 13位 | [ 阪急 4 ] |          |
| 2020年（令和02年） | 34,831   | -24.6% | 13位 | [ 阪急 5 ] |          |
| 2021年（令和03年） | 34,461   | -1.1%  | 13位 | [ 阪急 6 ] |          |
| 2022年（令和04年） | 37,312   | 8.3%   | 13位 | [ 阪急 7 ] |          |
| 2023年（令和05年） | 40,645   | 8.9%   | 13位 | [ 阪急 8 ] |          |
| 2024年（令和06年） | 41,104   | 1.1%   | 13位 | [ 統計 1 ] |          |

#### 平日限定データ
2007年から2015年までのデータは平日限定となっていた。全ての年度で乗車人員・降車人員ともに判明している。
2008年から2010年までは豊中駅よりも多く、宝塚線単独駅では最多となっていた。
| 年次               | 乗車人員 | 降車人員 | 乗降人員 | 増減率 | 順位 | 出典        |
| ------------------ | -------- | -------- | -------- | ------ | ---- | ----------- |
| 2007年（平成19年） | 26,528   | 26,332   | 52,860   |        | 14位 | [ 阪急 9 ]  |
| 2008年（平成20年） | 26,877   | 26,723   | 53,600   | 1.4%   | 13位 | [ 阪急 10 ] |
| 2009年（平成21年） | 26,485   | 26,329   | 52,814   | -1.5%  | 11位 | [ 阪急 11 ] |
| 2010年（平成22年） | 26,162   | 25,971   | 52,133   | -1.3%  | 11位 | [ 阪急 12 ] |
| 2011年（平成23年） | 25,727   | 25,549   | 51,276   | -1.6%  | 14位 | [ 阪急 13 ] |
| 2012年（平成24年） | 25,594   | 25,374   | 50,968   | -0.6%  | 14位 | [ 阪急 14 ] |
| 2013年（平成25年） | 25,871   | 25,635   | 51,506   | 1.1%   | 13位 | [ 阪急 15 ] |
| 2014年（平成26年） | 25,971   | 25,757   | 51,728   | 0.4%   | 13位 | [ 阪急 16 ] |
| 2015年（平成27年） | 26,157   | 25,945   | 52,102   | 0.7%   | 13位 | [ 阪急 17 ] |

### 府・市の統計データ
「池田市統計書」に記載されているデータは、阪急電鉄HPと同様に年次別の利用状況だが、あちらとは数値が大幅に異なる。
近年の利用状況は下表の通り。
| 年度 年次          | 特定日   | 特定日   | 通年平均 | 通年平均 | 出典          |
| 年度 年次          | 乗降人員 | 乗車人員 | 乗降人員 | 乗車人員 | 出典          |
| ------------------ | -------- | -------- | -------- | -------- | ------------- |
| 1990年（平成02年） | 58,204   | 27,974   | -        | -        | [ 14 ] [ 15 ] |
| 1991年（平成03年） | -        | -        | 69,787   | 33,517   | [ 15 ]        |
| 1992年（平成04年） | 53,250   | 25,927   | 68,275   | 32,786   | [ 16 ] [ 15 ] |
| 1993年（平成05年） | -        | -        | 65,280   | 31,784   | [ 15 ]        |
| 1994年（平成06年） | -        | -        | 63,016   | 30,685   | [ 15 ]        |
| 1995年（平成07年） | 53,280   | 26,693   | 61,215   | 29,810   | [ 17 ] [ 15 ] |
| 1996年（平成08年） | 54,657   | 27,203   | 61,680   | 30,040   | [ 18 ] [ 19 ] |
| 1997年（平成09年） | 55,712   | 27,623   | 60,500   | 29,878   | [ 20 ] [ 21 ] |
| 1998年（平成10年） | 52,166   | 26,068   | 58,559   | 29,041   | [ 22 ] [ 23 ] |
| 1999年（平成11年） | -        | -        | 57,100   | 28,311   | [ 23 ]        |
| 2000年（平成12年） | 52,929   | 26,675   | 56,588   | 28,072   | [ 24 ] [ 23 ] |
| 2001年（平成13年） | 51,821   | 26,058   | 56,465   | 28,408   | [ 25 ] [ 23 ] |
| 2002年（平成14年） | 50,878   | 25,414   | 55,609   | 28,069   | [ 26 ] [ 23 ] |
| 2003年（平成15年） | 50,814   | 25,425   | 54,996   | 27,832   | [ 27 ] [ 28 ] |
| 2004年（平成16年） | 51,076   | 25,679   | 53,964   | 27,310   | [ 29 ] [ 30 ] |
| 2005年（平成17年） | 51,103   | 25,577   | 55,903   | 28,172   | [ 31 ] [ 32 ] |
| 2006年（平成18年） | 51,285   | 25,787   | 54,870   | 27,543   | [ 33 ] [ 34 ] |
| 2007年（平成19年） | 52,583   | 26,367   | 54,019   | 27,053   | [ 35 ] [ 36 ] |
| 2008年（平成20年） | 52,615   | 26,241   | 53,692   | 26,766   | [ 37 ] [ 38 ] |
| 2009年（平成21年） | 52,101   | 26,145   | 55,546   | 27,835   | [ 39 ] [ 40 ] |
| 2010年（平成22年） | 50,005   | 25,010   | 56,338   | 28,267   | [ 41 ] [ 42 ] |
| 2011年（平成23年） | 50,804   | 25,453   | 55,147   | 27,594   | [ 43 ] [ 44 ] |
| 2012年（平成24年） | 49,832   | 24,990   | 55,262   | 27,768   | [ 45 ] [ 46 ] |
| 2013年（平成25年） | 51,148   | 25,737   | 54,999   | 27,777   | [ 47 ] [ 48 ] |
| 2014年（平成26年） | 51,200   | 25,624   | 56,834   | 28,800   | [ 49 ] [ 50 ] |
| 2015年（平成27年） | 51,236   | 25,698   | 57,497   | 29,152   | [ 51 ] [ 52 ] |
| 2016年（平成28年） | 50,777   | 25,542   | 56,760   | 28,744   | [ 53 ] [ 54 ] |
| 2017年（平成29年） | 51,656   | 25,889   | 56,688   | 28,715   | [ 55 ] [ 56 ] |
| 2018年（平成30年） | 51,312   | 25,677   | 57,074   | 28,871   | [ 57 ] [ 58 ] |
| 2019年（令和元年） | 51,506   | 25,878   | 57,924   | 29,282   | [ 59 ] [ 60 ] |
| 2020年（令和02年） | 44,771   | 22,445   | 44,523   | 22,586   | [ 61 ] [ 62 ] |
| 2021年（令和03年） | 44,068   | 22,110   | 43,224   | 23,042   |               |

## 駅周辺
駅西側の室町は阪急が沿線開発の一環として私鉄で初めて郊外住宅地の開発を行った地であり、阪神間モダニズム初期の住宅地として知られる。住宅の分譲が開始されたのは1910年（明治43年）のことで、当時としては先進的な西洋風の住宅や生活協同組合といった生活スタイルが取り入れられた。現在も周辺は、高級住宅街が連続する北摂の住宅街となっている。阪急の創始者である小林一三も当駅沿線に居を構え、小林に関連する文化施設も立地する。
- 池田市役所・大阪府豊能府民センター
  - 池田土木事務所
- 池田駅前公園
- ステーションN
- 池田市消防本部
- 市立池田病院
- 池田市保健福祉総合センター
- 豊能税務署
- 大阪池田簡易裁判所
- ハローワーク池田（公共職業安定所）
- 大阪府池田警察署
- 池田保健所
- 逸翁美術館
- 小林一三記念館
- 池田文庫
- 池田郵便局
- 池田栄本町郵便局
- 池田宇保郵便局
- 池田泉州銀行池田営業部
- 三井住友銀行池田支店
- みずほ銀行池田支店
- 関西みらい銀行池田支店
- 池田市五月山体育館
- 池田城跡公園
- 五月山児童文化センター
- 猪名川運動公園
- 安藤百福発明記念館 大阪池田（カップヌードルミュージアム 大阪池田）
- 池田市立池田小学校
- 落語みゅーじあむ（池田市立上方落語資料展示館）
- 池田呉服座
- 呉服神社
- 伊居太神社
- 大広寺
- サカエマチ商店街 - NHK 連続テレビ小説『てるてる家族』の舞台となった。
- サンシティ池田
- せせらぎモール
- マルシェ2番館

## バス路線
北口駅前ロータリー内に4つの乗り場が設置されており、阪急バスの路線が乗り入れる。停留所名は「阪急池田駅」。
過去には駅北口西側にある阪急ビル1Fに設けられた案内所併設の「西のりば」（旧4のりば）があったが、2022年4月18日に廃止されて現行の東のりばに集約（2のりばに移設）、バス案内所も移設された。この際に東のりばの2のりば発の系統が3のりば発に、3番のりば発の系統が新4番のりばに変更となった。
東能勢線のみ豊能営業所の、他は石橋営業所の担当。
| のりば | 路線名             | 系統・行先                                       | 備考                                                                   |
| ------ | ------------------ | ------------------------------------------------ | ---------------------------------------------------------------------- |
| 1      | 池田市内線         | 6系統：阪急石橋北口→1系統直通                    | ダイハツ本社前経由                                                     |
| 2      | 北大阪ネオポリス線 | 26系統：希望ヶ丘四丁目                           |                                                                        |
| 2      | 伏尾台線           | 131系統：伏尾台方面                              | 伏尾台五丁目先行                                                       |
| 2      | 伏尾台線           | 134系統：伏尾台方面                              | 久安寺経由、伏尾台一丁目先行。最終便は深夜バス                         |
| 3      | 伏尾台線           | 132系統：市立池田病院                            | 平日朝2本のみ運行                                                      |
| 3      | 池田市内線         | 3系統：井口堂                                    | 下渋谷・呉羽の里経由、日中のみ市立池田病院も経由。平日最終便は深夜バス |
| 3      | 池田市内線         | 4系統：井口堂                                    | 下渋谷・附属池田小学校前経由、平日の日中のみ市立池田病院も経由         |
| 3      | 池田市内線         | 5系統：阪急石橋北口                              | 日中3本のみ運行。市立池田病院・宇保町経由                              |
| 4      | 池田市内線         | 1系統：大阪国際空港/阪急石橋北口/井口堂/呉羽の里 | 便により経由地が異なる。井口堂行きのみ深夜バスの設定あり               |
| 4      | 池田市内線         | 8系統：五月丘・下渋谷方面                        |                                                                        |
| 4      | 池田市内線         | 11系統：阪急石橋北口・ダイハツ本社前方面         | 阪急石橋北口までは1系統（井口堂経由）と同様                            |
| 4      | 池田市内線         | 14系統：井口堂                                   | 平日朝1本のみ運行。五月丘・附属池田小学校前経由                        |

## 隣の駅
阪急電鉄
■宝塚本線
■特急「日生エクスプレス」・■通勤特急（大阪梅田行きのみ）・■急行・■通勤急行（宝塚行きのみ）・■準急（大阪梅田行きのみ）・■普通
石橋阪大前駅 (HK-48) - 池田駅 (HK-49) - 川西能勢口駅 (HK-50)

### 記事本文